# آولاباری
آولاباری (به لاتین: Avlabari) یک منطقهٔ مسکونی در گرجستان است که در حومه شهر تفلیس واقع شده‌است. 